# Piotr Arkadievitch Kotchoubeï
Pour les autres membres de la famille, voir Famille Kotchoubeï.
Piotr Arkadievitch Kotchoubeï (en russe князь Пётр Аркадьевич Кочубей), né le 29 juin 1825 à Moscou et mort le 27 décembre 1892 à Zgourovka (oblast de Poltava) est un scientifique russe. Il fut membre du Conseil privé (1890), membre honoraire de l'Académie des sciences de Saint-Pétersbourg (1876) président de la Société russe de technique de 1870 à 1890 et membre de la Société impériale de minéralogie. Il est l'un des fondateurs du Musée de Technologie et de l'Industrie de Saint-Pétersbourg (1868 - fermé en 1929). Il a notamment été grand collectionneur d'argenterie et de minéraux.

## Famille

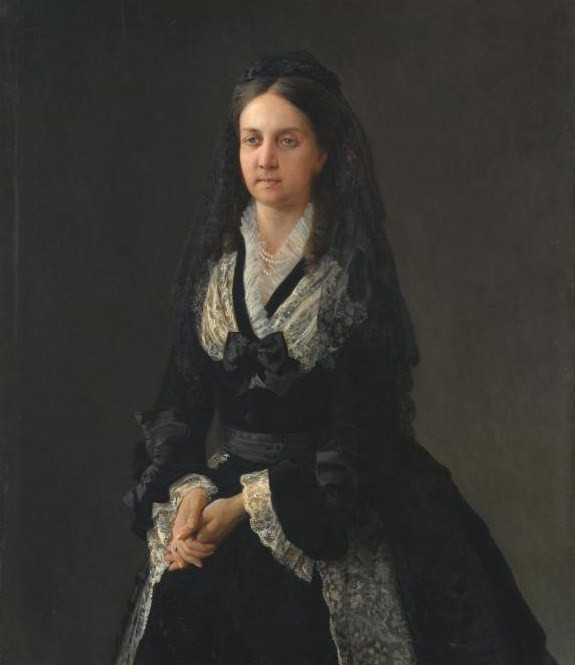
Portrait de Varvara Alexandrovna Kotchoubeï, née comtesse Koucheliova-Bezborodskaïa (1874). Une œuvre du peintre Nikolaï Nikolaïevitch Gue

Fils aîné du sénateur Arkadi Vassilievitch Kotchoubeï et de son épouse la princesse Sofia Nikolaïevna Viazemskaïa. 
Le 14 janvier 1851 Piotr Arkadievitch Kotchoubeï épousa la comtesse Varvara Alexandrovna Koucheliova-Bezborodskaïa (1829-1894).(Fille du comte Alexandre Grigorievitch Koucheliov-Bezborodko (1800-1855) et de son épouse la princesse Alexandra Nikolaïevna Repnina-Volkonskaïa.
Six enfants naquirent de cette union :
- Alexandre Petrovitch Kotchoubeï : (décéda enfant en 1860).
- Arkady Petrovitch Kotchoubeï : (décédé enfant en 1859)
- Demian Petrovitch Kotchoubeï : (Décédé à la naissance en 1856).
- Sofia Petrovna Kotchoubeï : (Décédée encore enfant en 1860).
- Lioubov Petrovitch Kotchoubeï : (1861-1884), resté célibataire.
- Vassili Petrovitch Kotchoubeï : (1868-1940), en 1890, il épousa sa cousine Varvara Vassilievna Kotchoubeï (1869-?), fille de Vassili Vassilievitch Kotchoubeï et de Maria Ivanovna Dragneva.

## Biographie

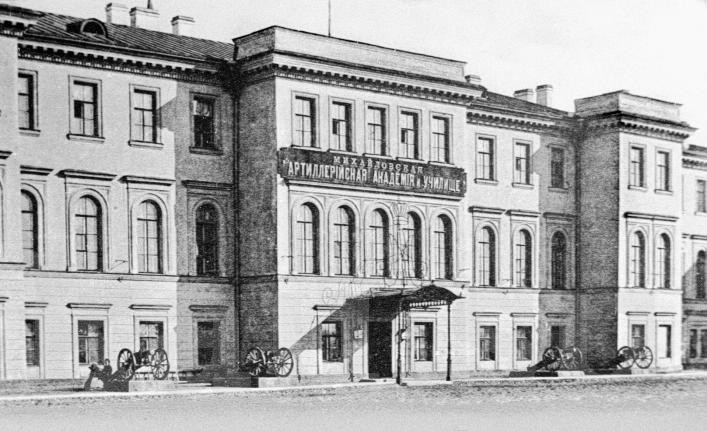
École d'artillerie Mikhaïloviski à Saint-Pétersbourg

Piotr Arkadievitch Kotchoubeï eut pour ascendant Küçük, un bey tartare de Crimée
Jusqu'en 1839, le prince Piotr Arkadievitch Kotchoubeï reçut sous la conduite de son père un enseignement primaire au domicile de ses parents. En 1841, il servit au grade de sous-officier dans l'artillerie. Inscrit à l'École d'artillerie Mikhaïlovski à Saint-Pétersbourg, en 1845, il fut promu officier.
Puis de 1846 à 1847, afin de parfaire ses connaissances, le prince étudia à Lioutikhe et à Paris. De retour en Russie, diplômé officier, il incorpora le régiment d'artillerie des Gardes à cheval où il fut nommé feldzeugmeister de l'artillerie (2e rang à la Table des Rangs). En 1848, il fut nommé au poste de professeur chimie, mécanique et pratique à l'Académie d'artillerie Mikhaïlovski de Saint-Pétersbourg. Nommé adjudant par le tsar Alexandre II de Russie, en 1855, il fut désigné pour mener des investigations concernant le vol d'une importante quantité de poudre dans la forteresse de Narva. En 1857, le prince quitta l'armée. 

### Fondateur de la Société technique de Russie

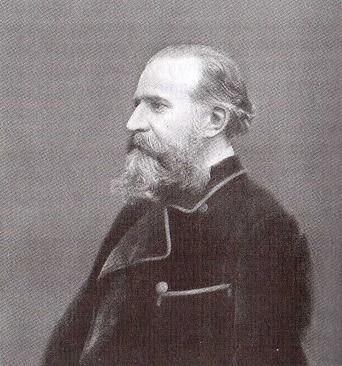
Piotr Arkadievitch Kotchoubeï en 1876

Il fut l'un des fondateurs de la Société technique russe créée en 1866 à Saint-Pétersbourg. (Société ayant pour mission de développer la technologie et l'industrie en Russie). La même année, après son élection, il présida l'industrie chimique et métallurgique (Division 1). En 1867, il siégea à la Société technique russe en qualité de vice-président, puis, de 1870 à 1890, il occupa le poste de président de cette Société. À la tête de cette société scientifique, le prince Kotchoubeï contribua fortement à l'extension de l'enseignement des disciplines concernant les branches de l'ingénierie et des techniques dans l'Empire russe. Il dota la Société d'une orientation, il contribua également à la création de bureaux de la Société en province. En 1878, sous sa présidence, les départements photographies et applications furent créés, en 1880, il créa également les départements du génie électrique, en 1881, celui du chemin de fer, en 1884, il s'employa à créer le département de l'enseignement technique, en outre, grâce au prince Kotchoubeï, des écoles virent le jour dans les usines, il enseigna également dans un établissement d'enseignement professionnelle.

### Minéralogiste

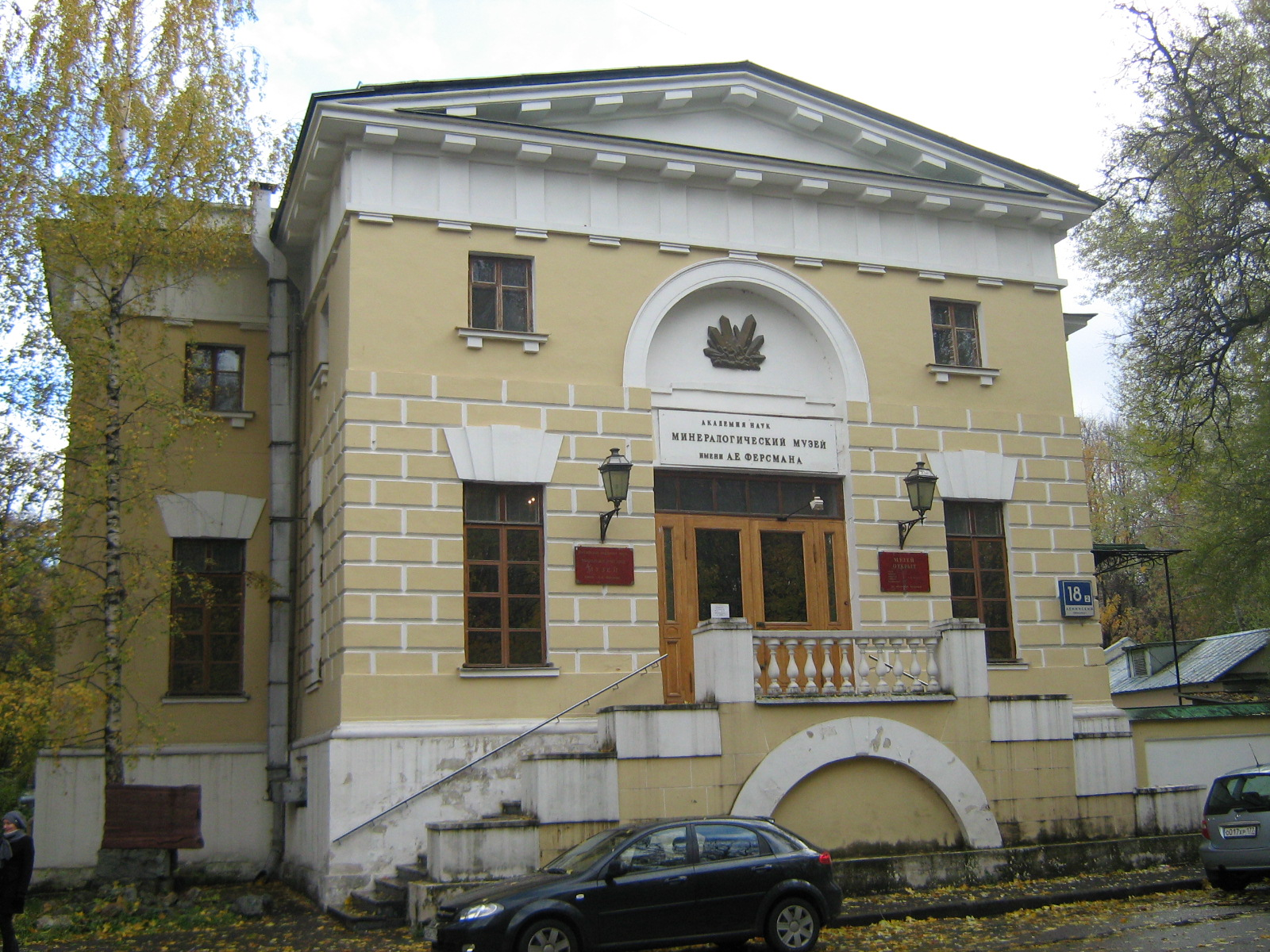
Musée minéralogique A. E. Fersman à Moscou, ce bâtiment fut jadis un manège construit par Alexeï Grigorievitch Orlov-Tchesmenski.

Le prince Kotchoubeï fut un grand expert dans la minéralogie, au cours de sa vie, il rassembla une importante collection de minéraux, il fut également un grand collectionneur d'objets d'art. En 1860, il fit son entrée à la Société Impériale minéralogique russe. Au domicile du prince (69, quai de la Moïka à Saint-Pétersbourg) des échantillons d'or, de platine, argent et autres minéraux étaient exposés dans des vitrines. Cette précieuse collection attira un grand nombre de scientifiques, parmi ces visiteurs : le minéralogiste Nikolaï Ivanovitch Kokcharov (1818-1893), le scientifique Axel Vilguelmovitch Gadolin (1828-1892), le minéralogiste Pavel Vladimirovitch Ieremeev (1830-1899), l'ingénieur minier et métallurgiste Alexandre Andreïevitch Iossa (1810-1894). Cette importante et précieuse collection de minéraux et de métaux précieux devint plus tard la propriété de son fils Vassili Petrovitch. De nos jours, cette fabuleuse collection est exposée au Musée des sciences minéralogiques A. E. Fersman à Moscou. En 1872, il fut admis comme membre honoraire de la Société minéralogique, en 1876, membre honoraire de l'Académie impériale des Sciences de Saint-Pétersbourg.

## Décès
Le prince Piotr Arkadievitch Kotchoubeï décéda le 27 décembre 1892 à Zgourovka (province de Poltava).